# Herbert Akroyd Stuart
Herbert Akroyd Stuart, född 28 januari 1864, död 19 februari 1927, var en engelsk industriman och uppfinnare av tändkulemotorn. Namnet skrevs även Herbert Akroyd-Stuart.

## Biografi
Akroyd-Stuart hade bott i Australien under sina tidiga år men återkom till England och arbetade hos sin far som hade grundat Bletchley Iron and Tinplate Works.
År 1885 spillde han oavsiktligt fotogen i en behållare med smält tenn. Fotogenet förångades och tog eld. Detta gav honom idén att försöka använda fotogen istället för bensin i en förbränningsmotor. Problemet var att han inte kunde använda en förgasare, eftersom fotogenet hade för lågt ångtryck vid vanlig temperatur.
Han byggde sin första prototyp 1886 och fick patent 1890 tillsammans med Richard Hornsby & Sons från Grantham, Lincolnshire, England. Patentet kallades: "Improvements in Engines Operated by the Explosion of Mixtures of Combustible Vapour or Gas and Air". 
En motor såldes till Newport Sanitary Authority men kompressionen var för låg för att kunna starta den kall så han behövde en upphettad kula för att få den att starta.

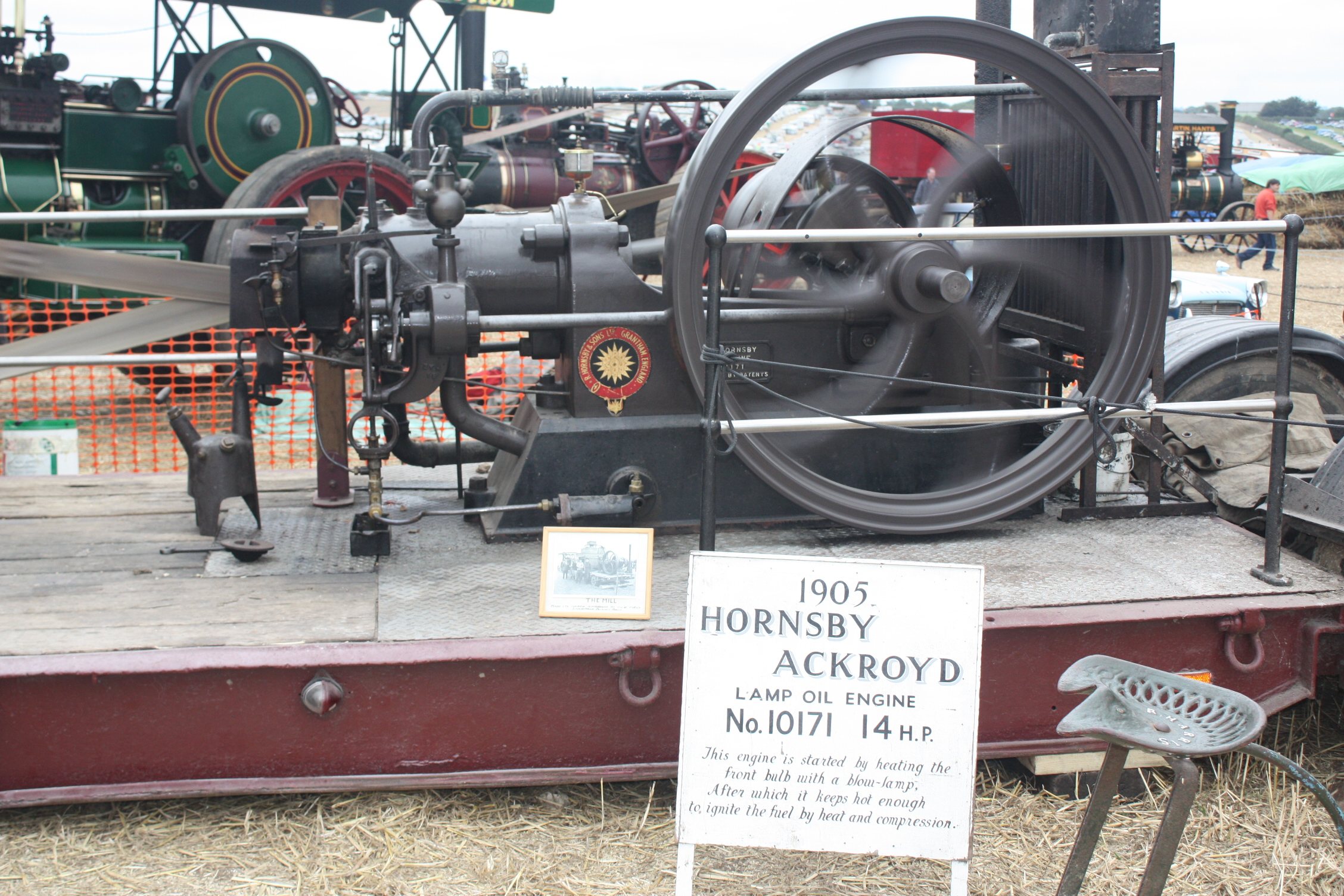
En Hornsby-Akroyd-motor på 14 hästkrafter utställd i Dorsetshire

Den kallades Hornsby Akroyd Patent Oil Engine och började säljas 1892 som den första förbränningsmotor som använde insprutning under tryck.
Hornsby-Akroyd-motorn hade en relativt låg kompression vilket medförde att temperaturen som komprimerades i förbränningskammaren inte blev tillräckligt hög. I stället skedde förbränningen i en avskild kammare, "förångaren" (på engelska "vaporizer") senare kallad tändkula (på engelska "hot bulb"), som monterats på toppen av cylindern och där bränslet sprutades in. 
Den anslöts till cylindern med en trång passage och hettades upp antingen av cylinderns kylanläggning eller av avgaserna.
Det behövdes en extra upphettning som till exempel genom en blåslampa för att starta motorn.
Motorn blev snabbt en succé och man tillverkade totalt 32 417 motorer.

## Lokomotiv
Richard Hornsby and Sons byggde världens första tändkulelokomotiv (engined railway locomotive) för LACHESIS för Royal Arsenal, Woolwich, England, in 1896.

## Bil
De byggde också den första bilen med tändkulemotor.

## Tändkulemotorer utan för UK
Sverige
Liknande motorer byggdes av Bolinder-Munktell. Många tändkulemotorer har använts i fiskebåtar och stationära anläggningar. 
Några har överlevt och används fortfarande.
United States
Tändkulemotorer byggdes i USA 
av De La Vergne Company of New York, senare New York Refrigerating Company som köpte en licens 1893.

## Patentbråk med Rudolf Diesel

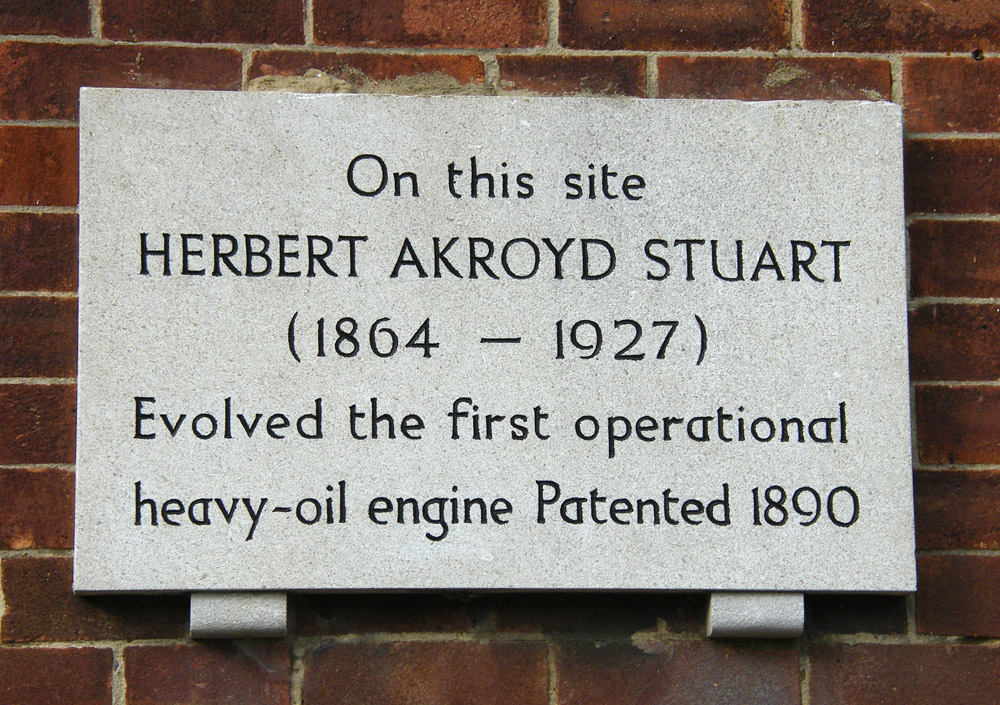
Plakett i Denmark Street, Bletchley, UK, till minne av Herbert Akroyd Stuarts verksamhet

Den moderna dieselmotorn är en hybrid som har fördelarna med en direkt insprutning och kompressionsantändning båda patenterade som (No. 7146) Improvements in Engines Operated by the Explosion of Mixtures of Combustible Vapour or Gas and Air by Akroyd-Stuart and Charles Richard Binney in May 1890.
Ett annat patent (No. 15,994) begärdes 1890. Patentet hade alla detaljer av en fullt ut arbetande motor i allt väsentligt samma som den som Rudolf Diesel sökte patent på 1892.
Herbert Akroyd Stuart dog i strupcancer 1927.

### Patent
- US Patent 845140 Combustion Engine, dated February 26 1907.
- US Patent 502837 Engine operated by the explosion of mixtures of gas or hydrocarbon vapor and air, dated August 8 1893.
- US Patent 439702 Petroleum Engine or Motor, dated 4 november 1890.